# Topologiskt vektorrum
Ett topologiskt vektorrum är ett vektorrum utrustat med en topologi som gör vektoraddition och skalärmultiplikation till kontinuerliga funktioner. 
I vissa sammanhang ingår även i definitionen att topologin ska vara Hausdorff, vilket för en vektorrumstopologi är ekvivalent med att varje punkt är en sluten mängd. 
Ett topologiskt vektorrum är lokalt konvext om det har en bas för sin topologi bestående av konvexa mängder. Speciellt är varje normerat rum ett lokalt konvext topologiskt vektorrum. 